# Chimán
Chimán è un comune (corregimiento) della Repubblica di Panama situato nel distretto di Chimán, provincia di Panama, di cui è capoluogo. Si estende su una superficie di 281 km² e conta una popolazione di 1.205 abitanti (censimento 2010).